# Campionati mondiali di badminton 2011
I campionati mondiali di badminton 2011 (in inglese 2011 BWF World Championships) sono stati la 19ª edizione dei campionati mondiali di badminton.
La competizione si è svolta dall'8 al 14 agosto a Londra, nel Regno Unito.

## Medagliere
| Posiz. | Nazione       | Oro | Argento | Bronzo | Totale |
| ------ | ------------- | --- | ------- | ------ | ------ |
| 1      | Cina          | 5   | 1       | 3      | 9      |
| 2      | Corea del Sud | 0   | 1       | 1      | 2      |
| 3      | Taipei cinese | 0   | 1       | 0      | 1      |
| 3      | Regno Unito   | 0   | 1       | 0      | 1      |
| 3      | Malaysia      | 0   | 1       | 0      | 1      |
| 6      | Indonesia     | 0   | 0       | 2      | 2      |
| 7      | Danimarca     | 0   | 0       | 1      | 1      |
| 7      | Germania      | 0   | 0       | 1      | 1      |
| 7      | India         | 0   | 0       | 1      | 1      |
| 7      | Giappone      | 0   | 0       | 1      | 1      |
| Totale | Totale        | 5   | 5       | 10     | 20     |

## Podi
| Evento              | Oro                   | Argento                     | Bronzo                       |
| Singolare maschile  | Lin Dan               | Lee Chong Wei               | Chen Jin                     |
| Singolare maschile  | Lin Dan               | Lee Chong Wei               | Peter Gade                   |
| Singolare femminile | Wang Yihan            | Cheng Shao-chieh            | Juliane Schenk               |
| Singolare femminile | Wang Yihan            | Cheng Shao-chieh            | Wang Xin                     |
| Doppio maschile     | Cai Yun Fu Haifeng    | Ko Sung-hyun Yoo Yeon-seong | Jung Jae-sung Lee Yong-dae   |
| Doppio maschile     | Cai Yun Fu Haifeng    | Ko Sung-hyun Yoo Yeon-seong | Mohammad Ahsan Bona Septano  |
| Doppio femminile    | Wang Xiaoli Yu Yang   | Tian Qing Zhao Yunlei       | Miyuki Maeda Satoko Suetsuna |
| Doppio femminile    | Wang Xiaoli Yu Yang   | Tian Qing Zhao Yunlei       | Jwala Gutta Ashwini Ponnappa |
| Doppio misto        | Zhang Nan Zhao Yunlei | Chris Adcock Imogen Bankier | Xu Chen Ma Jin               |
| Doppio misto        | Zhang Nan Zhao Yunlei | Chris Adcock Imogen Bankier | Tontowi Ahmad Lilyana Natsir |